# Taubenkobel Arnbach (Schwabhausen)

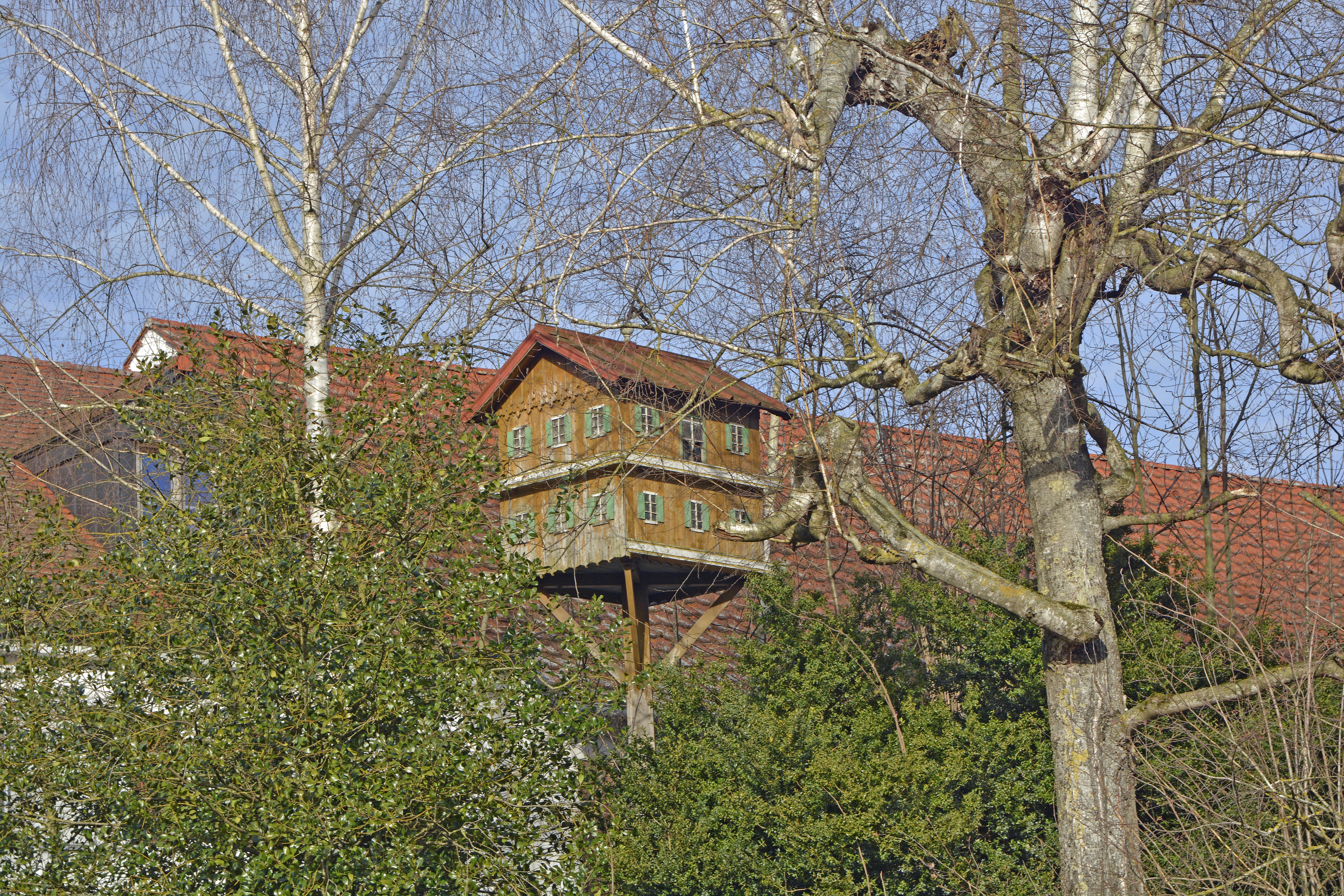
Taubenkobel in Arnbach

Der Taubenkobel in Arnbach, einem Gemeindeteil von Schwabhausen im oberbayerischen Landkreis Dachau, wurde Ende des 19. Jahrhunderts errichtet. Das Taubenhaus im Hof eines Bauernhauses an der Indersdorfer Straße 4 ist ein geschütztes Baudenkmal.
Das Taubenhaus aus Holz hat die Form eines zweigeschossigen Bauernhauses mit Satteldach.